# Rhepoxynius tridentatus
Rhepoxynius tridentatus är en kräftdjursart som först beskrevs av J. L. Barnard 1954.  Rhepoxynius tridentatus ingår i släktet Rhepoxynius och familjen Phoxocephalidae. Inga underarter finns listade i Catalogue of Life.